# Dulhan Hum Le Jayenge
Dulhan Hum Le Jayenge  (en hindi, दुल्हन हम ले जायेंगे, français, Je vais l’épouser) est un film indien de Bollywood réalisé par David Dhawan en 2000. Cette comédie réunit Salman Khan, Karisma Kapoor, Om Puri, Paresh Rawal, Anupam Kher, Farida Jalal et Johnny Lever.

## Synopsis
Sapna (Karisma Kapoor), orpheline dès son plus jeune âge, a été élevée par ses trois oncles paternels : Bhola Nath (Om Puri) qui n’est intéressé que par l’exercice physique pour garder un corps d’athlète, Prabhu Nath (Paresh Rawal) qui loue la religion et Vicky Nath (Anupam Kher) dont la modernité et les goûts occidentaux exaspèrent ses frères. Sapna est maintenant une charmante jeune fille et ses trois oncles se mettent en tête de lui trouver un mari. Mais seul un homme partageant les passions des trois oncles pourra épouser Sapna. Bien que celle-ci ait toujours fait de son mieux pour respecter les souhaits de ses oncles, elle trouve cette fois qu’ils vont trop loin et décide de partir seule en voyage en Suisse. Raja Oberoi (Salman Khan) qui participe au même voyage tombe amoureux de Sapna mais celle-ci ne semble pas partager les mêmes sentiments. Mais lorsque Raja lui vient en aide, Sapna réalise qu’elle l’aime et tous deux décident de se marier en Inde. Dès leur retour au pays, le père de Raja (Kader Khan) se rend chez les trois oncles de Sapna pour demander sa main mais il ne peut garantir que son fils répondra aux exigences des trois oncles en se montrant sportif, pieux et moderne. Pourtant, Raja est déterminé à gagner la main de sa belle… 

## Fiche technique
- Titre : Dulhan Hum Le Jayenge
- Réalisateur : David Dhawan
- Producteurs : Gordhan Tanwani, Devendvra Singh et Manik Rao
- Scénariste : Rumi Jaffery
- Musique : Himesh Reshammiya
- Distributeurs : Yash Raj Films (Inde) / Eros Entertainment (Moyen-Orient)
- Sortie : 24 mars 2000
- Durée : 146 minutes
- Pays : Inde
- Langue : Hindi

## Distribution
- Salman Khan... Raja Oberoi
- Karisma Kapoor... Sapna
- Kader Khan... M. Oberoi
- Johnny Lever... Chirkund, guide touristique
- Om Puri... Bhola Nath
- Paresh Rawal... Prabhu Nath
- Anupam Kher... Vicky Nath
- Kashmira Shah... Lovely
- Farida Jalal... Mme Oberoi
- Himani Shivpuri... Mary
- Deepak Tijori... Contrebandier
- Dara Singh... Grand-père de Sapna

## Musique
La musique du film a été composée par Himesh Reshammiya et les paroles ont été écrites par Sudhakar Sharma.
| Titre                    | Interprète(s)                                        |
| ------------------------ | ---------------------------------------------------- |
| Dulhan Hum Le Jayenge    | Alka Yagnik, Kumar Sanu et Sunita Rao                |
| Mujh Se Shaadi Karogi    | Alka Yagnik, Kumar Sanu, Shankar Mahadevan et Ehsaan |
| Chammiya                 | Alka Yagnik et Sonu Nigam                            |
| Dheere Dheere Chalna     | Alka Yagnik et Sonu Nigam                            |
| Hai Na Bolo              | Alka Yagnik et Kumar Sanu                            |
| Oh Mr Raja               | Alka Yagnik et Sonu Nigam                            |
| Pyaar Dilon Ka Mela Hai  | Alka Yagnik et Sonu Nigam                            |
| Tera Pallu Sarka Jaye Re | Alka Yagnik et Sonu Nigam                            |

## Récompenses
Ce film compte à son actif deux nominations dans deux cérémonies différentes :
IIFA Awards (2001)
- Popular Award – Meilleure performance dans un rôle comique – Kader Khan

Filmfare Awards (2001)
- Filmfare Award – Meilleur comédien – Anupam Kher

## Box office
Le film est un succès box-office il rapporte 520 980 000 de indiennes et renforce la popularités du couple Karishma Kapoor et Salman Khan sur le grand écrans.